# 2024 في فرنسا
فيما يلي هذه الأحداث التي حصلت في عام 2024 في فرنسا.

## المناصب
الرئيس: إيمانويل ماكرون 

رئيس الوزراء:

إليزابيث بورن (حتى 9 يناير)

غابرييل أتال منذ 9 يناير

رئيس مجلس الشيوخ الفرنسي: جيرارد لارشيه